# Фобос-Ґрунт
Фобос-Ґрунт (рос. Фобос-Грунт) — російський автоматичний космічний апарат, призначений для доставки ґрунту Фобоса на Землю, визначення фізико-хімічних характеристик ґрунту Фобоса, отримання результатів досліджень про походження супутників Марса, процесів взаємодії його атмосфери і поверхні, взаємодії малих тіл Сонячної системи із сонячним вітром. На своєму борту він містив також китайський апарат «Інхо-1».
АМС було запущено 9 листопада 2011 року, проте внаслідок позаштатної ситуації, коли не відбулося розрахункового спрацьовування маршової рухової установки перелітного модуля міжпланетна станція не змогла залишити околиці Землі, залишившись на низькій навколоземній орбіті. 15 січня 2012 року АМС згоріла у щільних шарах земної атмосфери і впала в океан.

## Історія проєкту
Після невдалого запуску АМС «Марс-96» Російською академією наук були сформульовані нові пропозиції щодо подальшого дослідження далекого космосу — проєкти «Луна-Глоб» (вивчення Місяця); «Марс-Астер» (марсохід) і «Фобос-Ґрунт». З них найбільш адекватним до можливостей російської космонавтики і водночас досить піонерським для пострадянського простору був визнаний проєкт «Фобос-Ґрунт», який у 1998 році було затверджено як основний міжпланетний проєкт на найближчу перспективу. Для експедиції до Фобоса передбачалася розробка апарата середніх розмірів, який можна було б вивести на орбіту за допомогою РН «Союз». Оскільки необхідна маса все одно перевищувала можливості носія, дорозгінний маневр до Марса та інші транспортні операції передбачалося здійснювати за допомогою економічних електрореактивних двигунів (ЕРД) малої тяги. Старт «Фобос-Ґрунт» планувався на 2004 рік, а повернення — на 2008 рік.
Після невдалого запуску АМС «Марс-96» Російською академією наук були сформульовані нові пропозиції щодо подальшого дослідження далекого космосу — проєкти «Луна-Глоб» (вивчення Місяця); «Марс-Астер» (марсохід) і «Фобос-Ґрунт». З них найбільш адекватним до можливостей російської космонавтики і водночас досить піонерським для пострадянського простору був визнаний проєкт «Фобос-Ґрунт», який у 1998 році було затверджено як основний міжпланетний проєкт на найближчу перспективу. Для експедиції до Фобоса передбачалася розробка апарата середніх розмірів, який можна було б вивести на орбіту за допомогою РН «Союз». Оскільки необхідна маса все одно перевищувала можливості носія, дорозгінний маневр до Марса та інші транспортні операції передбачалося здійснювати за допомогою економічних електрореактивних двигунів (ЕРД) малої тяги. Старт «Фобос-Ґрунт» планувався на 2004 рік, а повернення — на 2008 рік.
У силу фінансових обставин проєкт був повністю переглянутий у 2004 році. Перш за все було вирішено робити КА на основі більш легкої негерметичної платформи «Навігатор» розробки НВО ім. С. О. Лавочкіна, що давало змогу повністю відмовитися від ЕРД, значно спрощувало схему експедиції і скорочувало її термін. Фактична реалізація проєкту почалася з 2005 року. У 2006 р. було закінчено макетування основних вузлів і приладів «Фобос-Ґрунту» і проведені перші вібраційні випробування зібраного апарата. Виготовлення серії ще десяти технологічних макетів розпочато в 2007 році.
Запуск спочатку було призначено на жовтень 2009 р., а потім відкладено на листопад 2011 року. Як заявив голова інституту космічних досліджень РАН Лев Зелений, це не пов'язано з фінансуванням, а необхідно для додаткових випробувань.

## Завдання експедиції
- Дослідження фізико-хімічних характеристик речовини Фобоса.
- Дослідження особливостей орбітального та власного обертання Фобоса.
- Дослідження в лабораторних умовах речовини з Фобоса, яку планується привезти на Землю.
- Дослідження Фобоса з апарата, що сяде на його поверхню.
- Дослідження Фобоса і навколишнього простору з орбітального апарата.
- Дослідження фізичних умов навколо-планетного середовища поблизу Марса.
- Дослідження походження марсіанських супутників.
- Моніторинг сезонних і кліматичних варіацій атмосфери та поверхні Марса.
- Дослідження великомасштабних динамічних процесів на поверхні та в атмосфері Марса.

## Конструкція апарата

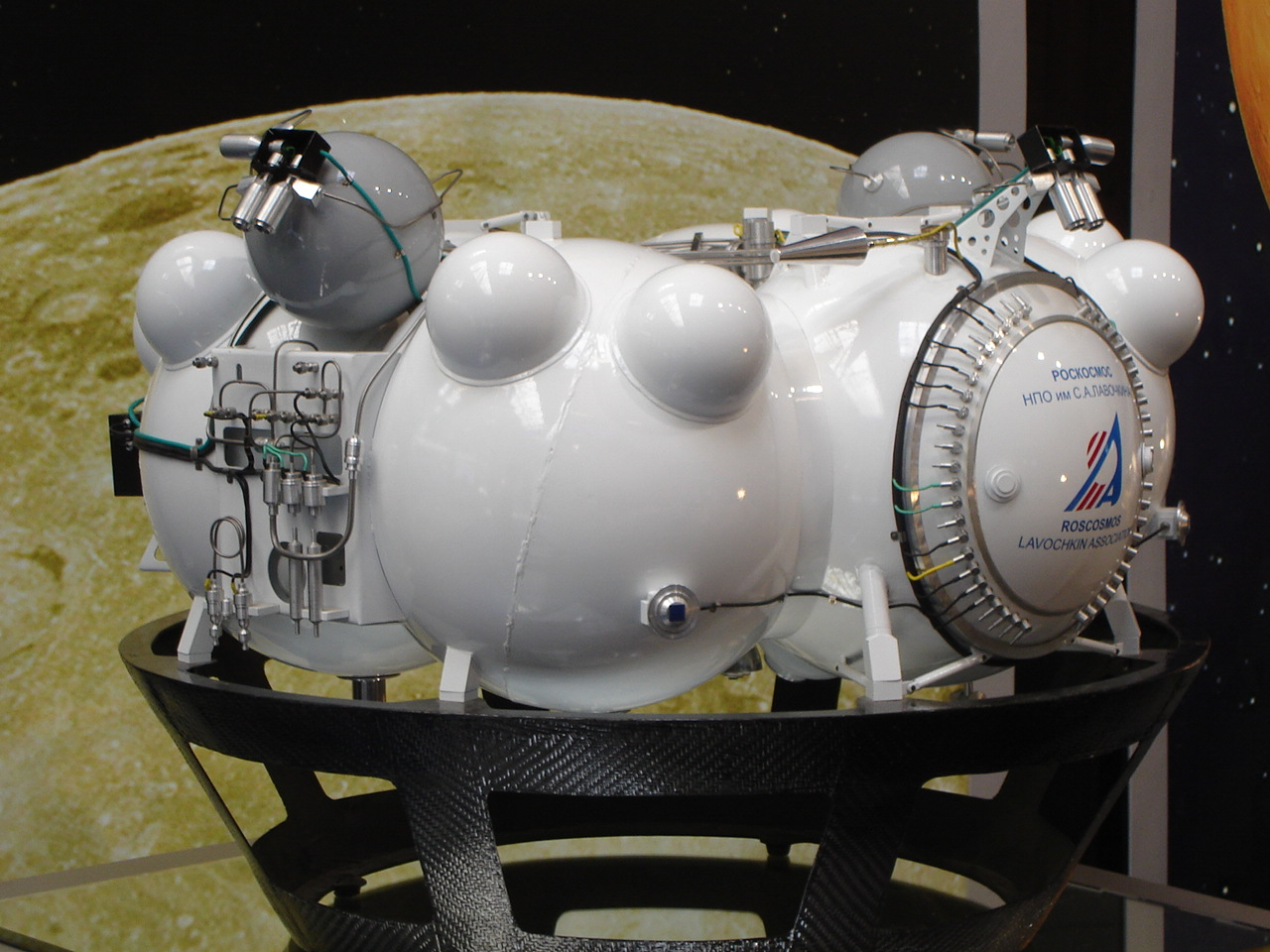
Модель розгінного блоку «Фрегат» для виведення апарата на траєкторію польоту до Марса

Апарат стартовою масою 13 200 кг складається з маршової рухової установки РБ «Фрегат», що забезпечує вихід на траєкторію польоту до Марса, перелітного модуля сухою масою 590 кг та апарата, що плануються повернути на Землю, масою 215 кг. Центральним елементом, або каркасом, апарата є восьмигранна призматична конструкція перелітного модуля. На гранях призми розміщується бортова службова і наукова апаратура. Електроживлення комплексу здійснюється від двох прикріплених до щаблів панелей сонячних батарей.

### Наукова апаратура
Перелік наукового обладнання:
- газоаналізатор;
- набір інструментів маніпулятора;
- гамма-спектрометр;
- нейтронний спектрометр;
- інфрачервоний спектрометр;
- мас-спектрометр;
- іонний спектрометр;
- температурні датчики;
- довгохвильової радар;
- Сейсмограф;
- телекамери високого розділення;
- оптичний спектрометр;
- пиловий лічильник;
- набір інструментів для вивчення плазми.

Загальна маса наукової апаратури — 50 кг.

## Планована схема експедиції

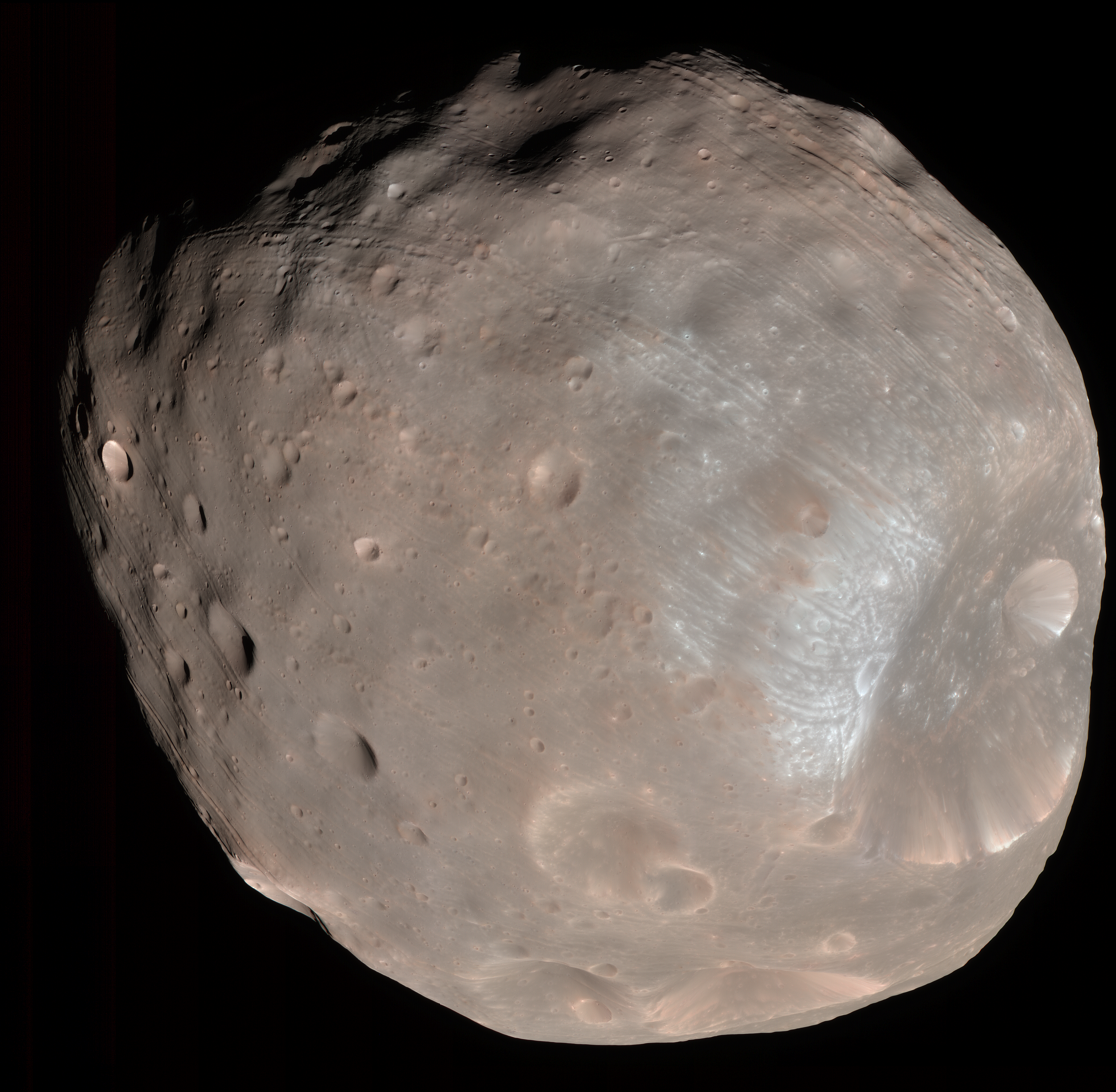
Світлина Фобоса, зроблена апаратом Mars Reconnaissance Orbiter

Автоматична міжпланетна станція запускається з космодрому Байконур на еліптичну орбіту, близьку до розрахункової, що має перигей 207 км, апогей 347 км і нахил 51,4°. Через 2,5 години польоту (1,7 витка орбіти) передбачалося перевести АМС на еліптичну орбіту 250 × 4150…4170 км, з періодом обертання 2,2 години. Ще через 2,3 години очікувалося виведення АМС на міжпланетну траєкторію Земля — Марс.
На траєкторію перельоту до Марса апарат переводиться традиційним шляхом за допомогою РБ «Фрегат». Після досягнення Марса зонд виходить на еліптичну орбіту з висотою апогею ~80 000 км; після чого перекладається на низьку орбіту спостереження і потім на квазі-синхронну орбіту Фобоса. Після вибору підхожого місця апарат видає гальмівний імпульс і здійснює посадку на поверхню Фобоса. Протягом декількох днів проводиться вивчення околиць місця посадки, забір зразків, завантаження їх в ракету для повернення на Землю, яка потім стартує з Фобоса і чекатиме свого стартового вікна на навколо-марсіанській орбіті. Перелітний модуль «РК ПМ» залишається на поверхні і продовжує вивчення Фобоса і Марса. Політ апарата «РК ВА» до Землі займає близько року, а капсула зі зразками здійснює безпарашутне приземлення на одному з полігонів.
Хронологія експедиції:
- 11 листопада 2011 року — запуск.
- 29 вересня 2012 року — прибуття до Марса.
- Лютий 2013 року — посадка на Фобос і старт з Фобоса (передбачуване місце посадки — див. фото )[9].
- Серпень 2013 року — відліт до Землі.
- Липень 2014 року — приліт на Землю.
- Загальний час експедиції — 3 роки.

У травні 2009 р. прес-служба НПОЛ повідомила, що роботи зі створення космічного комплексу «Фобос-Ґрунт» ведуться в повній відповідності до терміну запуску в 2009 році.
21 вересня 2009 року було прийнято рішення про перенесення запуску на 2011 рік у зв'язку з неготовністю станції. За неофіційними даними повідомляється, що система контролю польоту «Фобос-Ґрунт» може не витримати тривалої місії, а також вирішено було встановити відразу три маніпулятори: перший виробництва НПОЛ, для м'яких порід ґрунту, другий виробництва ІКД РАН, для м'яко-листяних порід, і нарешті третій, польський «CHOMIK» для твердих і скельних порід. Ці маніпулятори дозволять взяти будь-які зразки, від каменів і шматків скель до пилу.
Хід робіт над апаратом:
- 20 грудня 2010 року — доставка «Інхо-1» з Китаю.
- Січень 2011 року — збирання і електричні випробування.
- Лютий — березень 2011 року — термовакуумні випробування.
- Травень — серпень 2011 року — прикінцеві випробування та операції з КА.
- Вересень 2011 року — перевезення на Байконур.
- 8 листопада 2011 року — запуск.

Маса ґрунту, що була запланована для привезення на Землю — 200 грам.

## Керування
Керувати апаратом планувалося за допомогою радіотелескопу РТ-70, що знаходиться в Євпаторії. Рішення про це було прийнято 24 червня 2010 року.
Склад наземного сегменту:
- наземний сегмент управління;
- наземний комплекс оперативного управління, приймання, обробки і розподілу даних проєкту «Фобос-Ґрунт» (наземний науковий комплекс).

## Перспективи
На базі апарата «Фобос-Ґрунт» згодом буде створена ціла серія АМС: «Луна-Глоб», «Венера-Д», MetNet, «Апофіс-П», «Апофіс-Ґрунт». Також, у продовження програми «Біоризик», планується відправлення мікроорганізмів до Марса, з наступним поверненням їх на Землю. За іншими планами передбачається посадка нового апарата на Фобос.

## Політ
Запуск АМС відбувся згідно зі штатним розкладом ракета-носій «Зеніт-2SБ» стартувала о 22:16 за київським часом з космодрому Байконур. Ракета-носій відпрацювала штатно й відбулось штатне відділена АМС від носія. Через 11 хвилин після старту ракета-носій «Зеніт-2SБ» вивіла АМС «Фобос-Ґрунт» на опорну орбіту. Після цього АМС повинна була працювати самостійно — перебуваючи в режимі орієнтації на Сонце (так звана «закрутка на Сонце»), а через 2,5 години побудувати тривісну орієнтацію за допомогою зоряних датчиків.
Потім планувалося перше включення рухової установки, що дозволило б сформувати проміжну орбіту («високий еліпс» — висота апогею понад 4000 км). На цій орбіті апарат, згідно з планами, повинен був знаходитися також ~2,5 год, після чого знову відкоригувати орієнтацію і запустити двигун для виходу на міжпланетну траєкторію. Проте цього не сталося.

### Проблеми із запуском
При виведенні станції «Фобос-Ґрунт», запущеної 9 листопада, на траєкторію відльоту склалася нештатна ситуація. Причиною невдачі стало те, що не спрацювала маршова рухова установка, яка мала забезпечити рух «Фобос-Ґрунт» після його відділення від ракети-носія. Це могло статися внаслідок збою програмного забезпечення або через поломку датчиків чи приладів безпосередньо на борту апарата. Проте паливо для польоту до Марса не витрачалося і у російських науковців було три доби для перезавантаження програми.

Ось як описав ситуацію, що склалася, очільник Роскосмосу Володимир Поповкін:
Вочевидь, він не зміг переорієнтуватися з Сонця на зірки, і борт закрився. Це було передбачено програмою польоту. Зараз ми знайшли його координати, зараз розпаковуємо борт, дивимося реальну телеметрію всю. І після цього будемо перезавантажувати програму управління на апарат для того, щоб повторити спробу ще раз.
У цей час космічна станція «Фобос-ґрунт» перебувала на орбіті з терміном існування кілька тижнів.
Телеметрія з другого ступеня «Зеніту» була отримана — відокремлення ступеня було штатним. На першому витку перший і єдиний раз була отримана телеметрія, яка підтвердила розгортання системного блоку, побудову ПСО і штатне функціювання всіх систем. Відповідно до останніх даних передана телеметрія отримана ще до збою. Після збою телеметрію прийняти не вдалося. Були припущення, що апарат в аварійному режимі включив передавач X-діапазону і слухає. Оптичні засоби підтвердили наявність Сонячної орієнтації космічного апарата.
Після другого витка апарат виявився німим на опорній орбіті. Ніякої телеметрії за останню добу отримано не було. Тієї ночі з Байконура були проведені безуспішні спроби перезавантажити БКУ. Спроби були повторені наступної ночі.
Одна з гіпотез щодо мовчання полягала в тому, що гостронаправлені антени були затінені баком, який планувалося потім скинути, і тому не проходить сигнал керування для перезавантаження систем. Перед запуском ніхто не припускав, що доведеться працювати в такій ситуації. Гостронаправлена антена ГОНА знаходилась у складеному стані. Пізно ввечері 10 листопада знову були спроби передати керуючий сигнал.
Були спроби передати на АМС команду включення системи призначеної для вимірювання траєкторії польоту станції (автономної «пищалки»). Це команда безпосереднього виконання, в обхід всіх систем. Якщо запищить — апарат справний, ні — швидше за все апарат не працює. Однак гіпотези не підтвердилися, і сигналу «пищалки» не було.

### «Повернення» станції на Землю
Запустити маршовий двигун так і не вдалося, і космічний апарат «Фобос-Ґрунт» 15 січня 2012 р. на 1097-му витку увійшов у верхні шари земної атмосфери і перестав існувати внаслідок аеродинамічного перегріву і механічного руйнування. Припускають що поверхні Землі (а точніше Тихого океану, приблизно 1000 км західніше чилійського острова Веллінгтон) досягнули тільки деякі фрагменти з тугоплавких матеріалів загальною масою 200 кг. Усі інші компоненти включно з паливними баками із високотоксичним паливом та окисником згоріли в атмосфері ще на висоті приблизно 100 км.

### Причини аварії
Найвірогіднішою версією того, що сталося є програмна помилка і наступні за нею дії (можливо, умисні) наземних служб, що призвели до повної розрядки акумуляторних батарей.
За словами співробітника аварійної комісії, проведені комісією випробування обладнання в НВО імені Лавочкіна показали, що центральний комп'ютер міжпланетної станції після виведення на навколоземну орбіту був перевантажений. Це призвело до збою в його роботі і зажадало перезавантаження комп'ютера, через що міжпланетна станція не виконала маневр переходу на відлітну траєкторію до Марса.
У спробі встановити зв'язок із космічним апаратом, наземними службами на «Фобос-Ґрунт» була відправлена команда на включення передавача далекого космічного зв'язку Х-діапазону (у зв'язку з відсутністю передавача для зв'язку в ближньому діапазоні).
Цей передавач, що споживає велику кількість енергії, працював тривалий час, витративши всі запаси акумуляторних батарей, але зв'язатися з апаратом у наземних служб ніяк не виходило внаслідок великої швидкості його прольоту над наземними станціями. Ситуацію ускладнило й те, що апарат тривалий час перебував у тіні, не заряджаючи свої акумуляторні батареї. Повністю розрядивши акумулятор, космічний апарат перестав функціонувати.

## Плани на майбутнє
Політ російської міжпланетної станції за ґрунтом супутника Марса Фобоса буде повторено. Фобос залишається і надалі перспективним напрямком досліджень російських вчених, але повторення місії можливе тільки після того, як російське НВО ім. С. О. Лавочкіна відпрацює важливі технології на Місяці.

## Відео
- Відео-анімація польотної програми АМС
- Опис місії АМС Фобос-Ґрунт
- АМС «Фобос-Ґрунт». Роботи в МВК
- Відео вивезення на стартовий стіл